# Кинтерос, Мигель
Мигель Анхель Кинтерос (исп. Miguel Ángel Quinteros; 28 декабря 1947, Буэнос-Айрес) — аргентинский шахматист; гроссмейстер (1973). 

## Шахматная карьера
В шахматы играет с 7 лет. Первого успеха добился в 15 лет, выиграв международный турнир в Буэнос-Айресе (1963, впереди Л. Штейна). Чемпион страны (1966). В составе команды Аргентины участник шести олимпиад (1970—1984) и командного чемпионата мира (1985).
Результаты в межзональных турнирах: Ленинград (1973) — 11-12-е; Манила (1976) — 14-е; Москва (1982) — 14-е; Биль (1985) — 12-13-е места.
Победитель и призёр свыше 30 международных турниров: Олот (1971 и 1974) — 2-4-е; Сан-Паулу (1972, 1977 и 1978) — 2-3-е, 2-е и 3-4-е; Любляна — Порторож (1973) — 2-4-е; Малага (1973) — 1-2-е; Торремолинос (1975) — 1-2-е; Каракас (1976) — 1-е; Лондон (1977) — 2-4-е; Уэллингтон (Веллингтон; 1978) — 1-е; Багио (1978) — 1-3-е; Джакарта (1978) — 1-2-е; Нови-Сад (1982) — 2-3-е; Нетания (1983) — 1-е; Нью-Йорк (1984) — 1-е; Корриентес (1985) — 1-2-е; Баден-Баден (1985) — 3-4-е; Мар-дель-Плата (1985) — 2-4-е; Вена (1986) — 3-9-е места.

## Изменения рейтинга
| Графики недоступны из-за технических проблем. См. информацию на Фабрикаторе и на mediawiki.org. |